# Steven Soderbergh
Steven Andrew Soderbergh (født 14. januar 1963) er en amerikansk filminstruktør. 
Allerede med sin første film, Sex, løgn og video vandt han Den Gyldne Palme for bedste film på filmfestivalen i Cannes. På det tidspunkt var han den yngste vinder af denne pris. Hans næste film blev dog ikke nær så succesrig som debuten. Det var faktisk først i 1998 med filmen Out of Sight at han igen fik succes. År 2000 vil dog blive husket som hans bedste år hidtil, da han fik en Oscar for bedste instruktør for Traffic og samtidigt var nomineret for Erin Brockovich. Siden da har han lavet film som Ocean's Eleven, Solaris og Ocean's Twelve. Samtidigt har han produceret en lang række film gennem det produktionsselskab han ejer sammen med George Clooney. Det drejer sig om film som f.eks. Far from Heaven, Insomnia og Confessions of a Dangerous Mind.

## Udvalgt filmografi
- Sex, løgn og video (1989)
- Kafka (1991)
- King of the Hill (1993)
- Underneath (1995)
- Gray's Anatomy (1996)
- Schizopolis (1996)
- Out of Sight (1998)
- Englænderen (1999)
- Erin Brockovich (2000)
- Traffic (2000)
- Ocean's Eleven (2001)
- Solaris (2002)
- Full Frontal (2002)
- Ocean's Twelve (2004)
- Bubble (2006)
- The Good German (2006)
- Ocean's Thirteen (2007)
- Guerrilla (2007)
- Life Interrupted (2007)
- Magic Mike (2012)
- Magic Mike XXL (2015)